# Distretto di Jinshantun
Il distretto di Jinshantun (金山屯区S, Jīnshāntún QūP) è un distretto della Cina, situato nella provincia di Heilongjiang e amministrato dalla prefettura di Yichun.